# 明本歌子
明本 歌子（あけもと うたこ、1935年7月26日 -）は、日本の占星術師。音楽家。

## 略歴
東京生まれ。作曲家の明本京静の一人娘。東京藝術大学卒。25歳で高橋悠治と結婚。子はのちに鮎生（高橋鮎生）と改名する。30年に渡り海外で生活。ジャック・マグリアの忠告を受け、思う所があり離婚。イラン国王の親戚筋の男と再婚する。その後、39歳で剃髪してリンゼイ・ケンプとそのカンパニーに参加するために出奔。そこで三番目の夫と出会う。50過ぎてハワイに渡り占星術を学ぶ。その後、子供向けの音楽講師をする。
1977年に『題名のない音楽会』に「歌子故郷に帰る」で出演。

## 著書
『コズミック・ファミリー・アクエリアスの夢を生きる女』(フィルムアート社)

## 音楽活動
『警察大学校寮歌』演奏。
シティブリッカーズのピアノ。黛敏郎、岩城宏之らがメンバー。
岸洋子シャンソンリサイタルのピアノ。